# 入境事務處
入境事務處（簡稱入境處），前身為英治時期的人民入境事務處，是香港特別行政區政府保安局轄下的紀律部隊之一，負責出入境事務、打擊非法勞工及恐怖分子、執行入境條例等。現任入境事務處處長為郭俊峯，領導7376名軍裝人員及1708名文職人員。

## 主要職責
- 負責香港出入境管制（自1961年起）
- 簽發香港簽證（自1961年起）

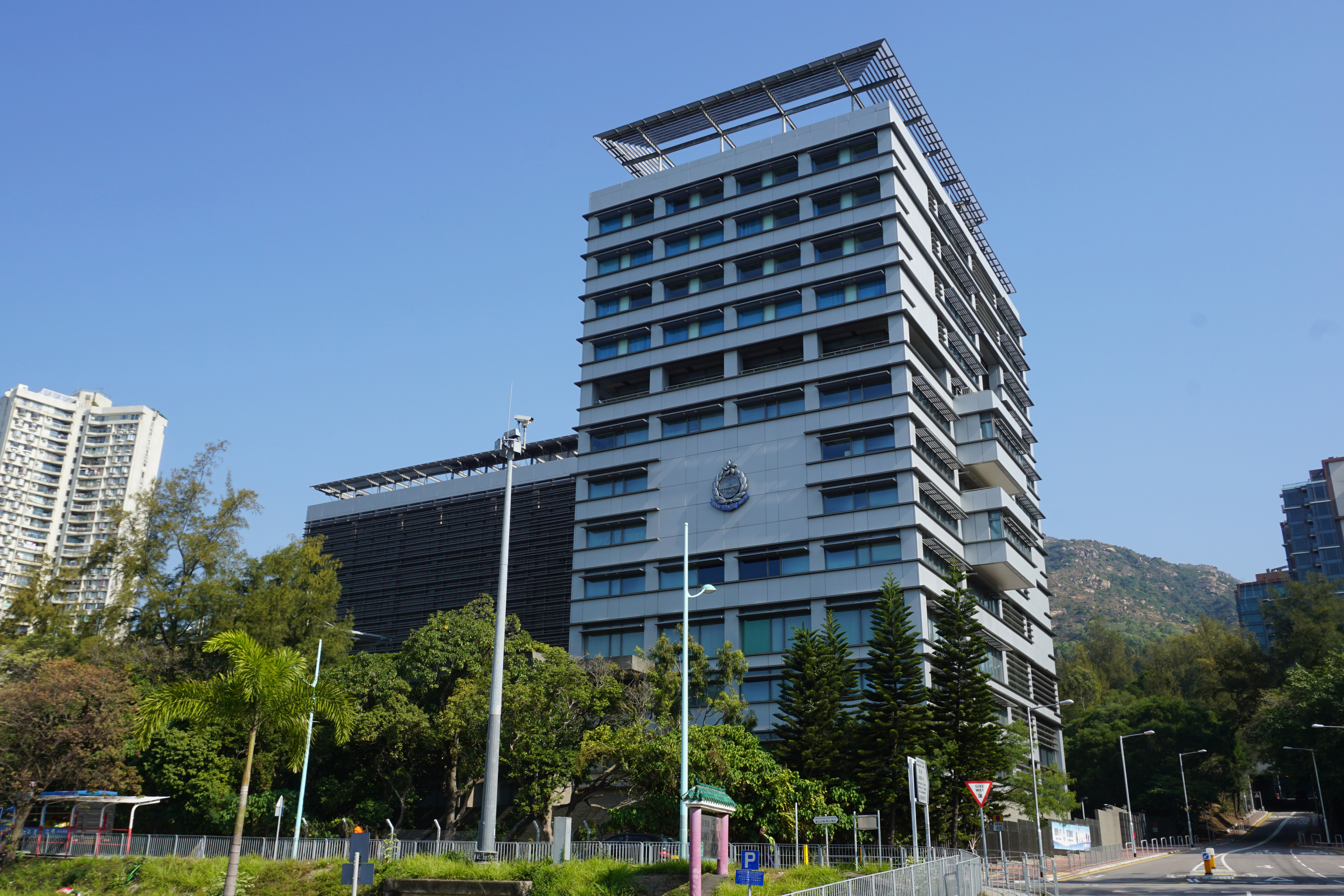
青山灣入境事務中心及入境事務學院

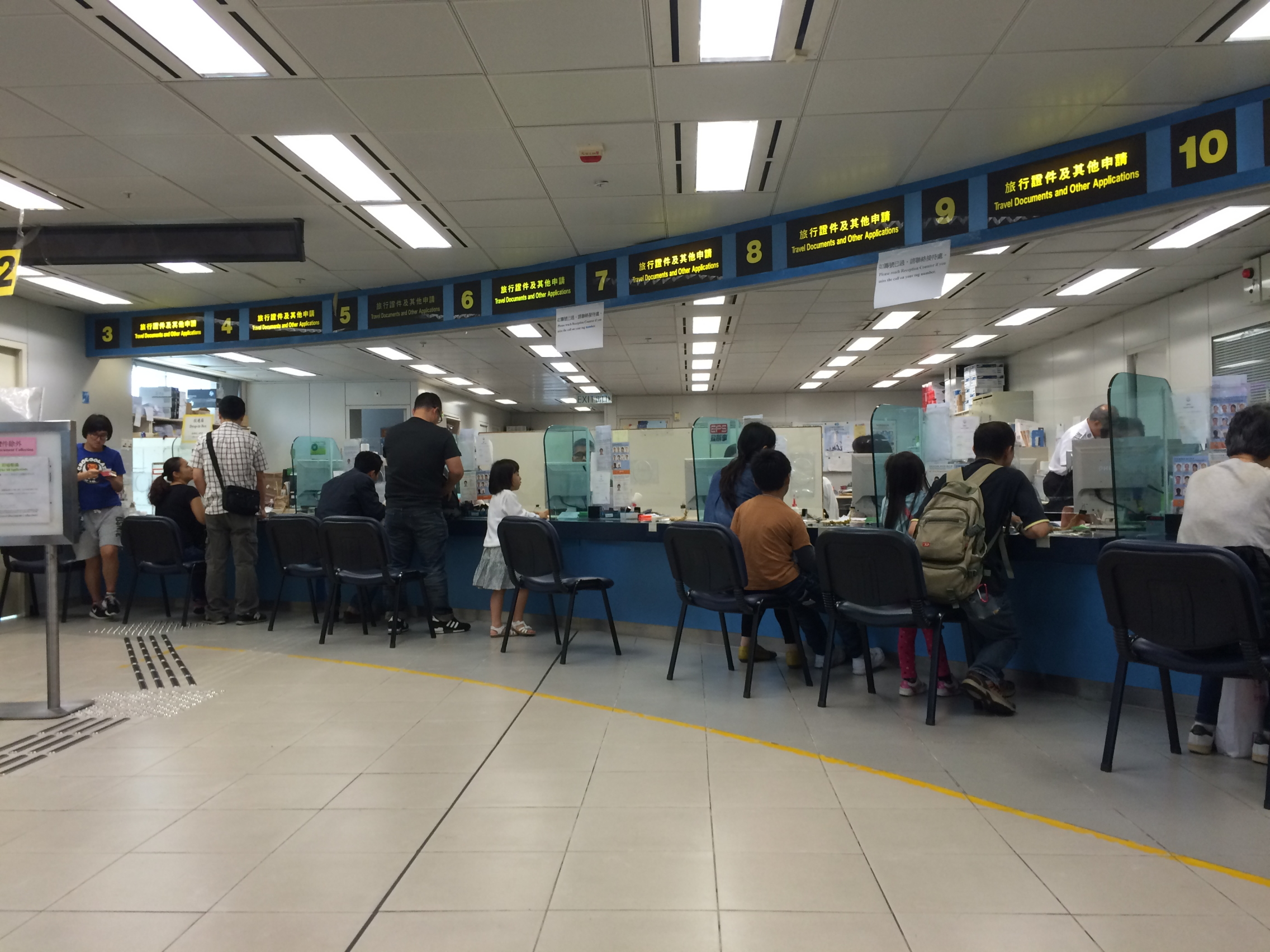
新界區入境事務處――沙田辦事處

人事登記處標誌

- 偵查、起诉違反入境法律的人（自1961年起）
- 把非法入境者遣返原居地（自1961年起）
- 生死登記總處：辦理出生、死亡及人事登記手續（自1979年起）
- 發放香港身份證（自1977年起）
- 婚姻登記處：辦理婚姻登記手續（自1979年起）
- 簽發香港特別行政區護照（自1997年7月1日起）及簽證身份書（自1979年11月15日起）
- 處理在港中國國籍事宜（自1997年7月1日起）
- 打擊恐怖主義（自2018年起加入跨部門反恐專責組）

## 已停止之服務
- 簽發香港身份證明書（1997年7月1日起停止簽發）

下列事務自1997年4月起轉由英國駐香港總領事館處理 
- 簽發各類英國護照（現由英國護照署負責）
- 處理英國國籍事宜
- 簽發前往英國本土、英國海外領土及沒有外交機構駐港澳之英聯邦國家之簽證

## 辦事處

### 現有

#### 總部辦事處
- 居留權證明書組 （页面存档备份，存于）
- 就業及旅遊簽證組 （页面存档备份，存于）
- 延期逗留組 （页面存档备份，存于）
- 外籍家庭傭工組 （页面存档备份，存于）
- 查詢及聯絡組 （页面存档备份，存于）
- 其他簽證及入境許可組 （页面存档备份，存于）
- 優秀人才及內地居民組 （页面存档备份，存于）
- 居留權組 （页面存档备份，存于）
- 旅行證件及國籍（申請）組 （页面存档备份，存于）
- 旅行證件（簽發）組 （页面存档备份，存于）

#### 分區辦事處
- 港島區簽發旅行證件辦事處 （页面存档备份，存于）
- 東九龍辦事處 （页面存档备份，存于）
- 西九龍辦事處 （页面存档备份，存于）
- 沙田辦事處 （页面存档备份，存于）
- 火炭辦事處 （页面存档备份，存于）
- 屯門辦事處 （页面存档备份，存于）
- 元朗辦事處 （页面存档备份，存于）

#### 人事登記辦事處
- 港島辦事處 （页面存档备份，存于）
- 九龍辦事處 （页面存档备份，存于）
- 將軍澳辦事處 （页面存档备份，存于）
- 火炭辦事處 （页面存档备份，存于）
- 元朗辦事處 （页面存档备份，存于）
- 屯門辦事處 （页面存档备份，存于）

#### 出生及死亡登記處
- 出生登記處 （页面存档备份，存于）
- 死亡登記處 （页面存档备份，存于）

#### 婚姻登記處
- 婚姻登記事務及紀錄辦事處 （页面存档备份，存于）
- 大會堂婚姻登記處 （页面存档备份，存于）
- 紅棉路婚姻登記處 （页面存档备份，存于）
- 尖沙咀婚姻登記處 （页面存档备份，存于）
- 沙田婚姻登記處 （页面存档备份，存于）
- 將軍澳婚姻登記處   （页面存档备份，存于）
- 屯門婚姻登記處 （页面存档备份，存于）

### 舊有
- 牛頭角辦事處
- 荃灣辦事處
- 大埔辦事處
- 粉嶺辦事處
- 上水辦事處
- 東區辦事處
- 西營盤辦事處
- 香港仔辦事處
- 九龍辦事處
- 流動辦事處
- 觀塘辦事處

### 服務範圍
- 接受香港特別行政區旅行證件的申請，包括香港特別行政區護照、簽證身份書、回港證及海員身份證及簽發上述證件
- 接受及辦理下列人士的延長逗留期限申請：
  - 根據受聘身份或受養人身份在港逗留人士（不包括「輸入內地人才計劃」、「補充勞工計劃」和「資本投資者計劃」來港的人士及在大學教育資助委員會獲准來港就業的內地學生及其受養人）
  - 以學生身份在港逗留人士（不包括內地人士）
  - 持單程通行證由內地來港人士
  - 外地訪港人士（內地人士不在此列）

## 專責單位
- 反偷渡情報局
- 專責調查組
- 特遣隊及檢控組
- 船隻搜查小組
- 入境處博物館

## 歷史

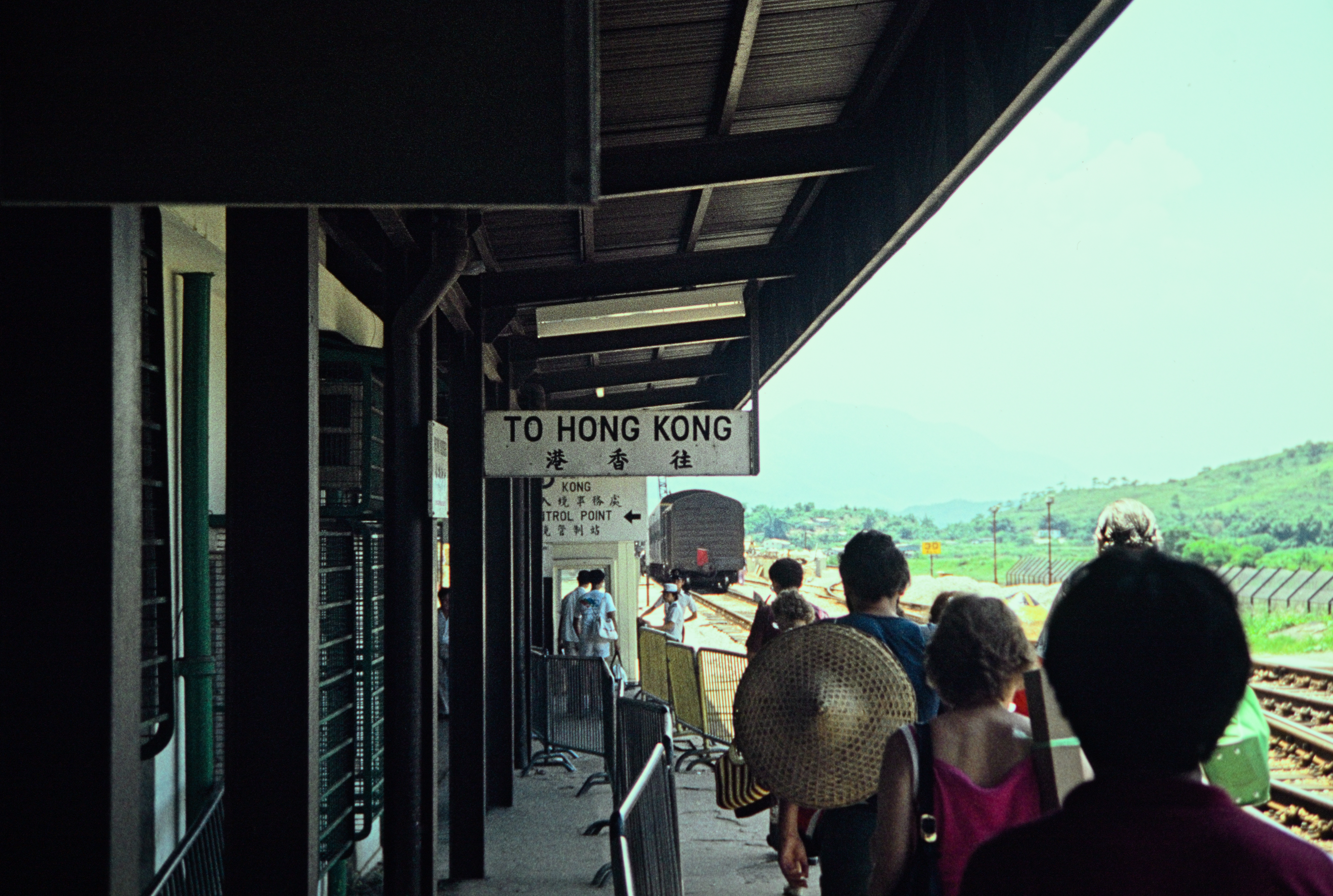
1982年的人民入境事務處羅湖管制站

入境事務處最初為於英屬香港時期香港政府設立的移民局（Immigration Department），負責香港出入境事務。1941年4月28日，當局決定將移民局之中文名稱易名為人民入境事務局；據時任定例局及議政局議員羅旭龢爵士指，易名乃為免香港市民誤會該局與香港政府另外設立之專責調查香港移民事務的「調查移民事務委員會」相混淆，故將「移民局」一名中「移民」二字改為「人民」，並附以「入境」字眼，以資識別並釐清該局職責。 1940年代，香港警務處成立的入境事務部也有負責香港出入境事務。
1961年8月4日，人民入境事務處正式成立，初期事務為執行海及空人事出入境管制，打擊出入境犯罪活動，簽發旅行證件及簽證等。其前身為香港警務處入境事務部（俗稱移民局）。1965年8月1日，人民入境事務處從香港警務處接管在羅湖的出入境管制任務。
1977年4月20日，人民入境事務處與人事登記處合併；於1979年7月1日再接管註冊總署的民事登記（出生、死亡及婚姻登記）任務。
1975年後至1980年代中期後，香港收容20萬名越南難民，對經濟、治安和社會產生影響，港府研究善後問題。1987年初，一艘在港越南難民船接受入境事務處協助續航離境，行抵福建金門後於3月7日被中華民國陸軍烈嶼駐軍屠船並隱暪港府核發的文件、焚船毀證滅跡而造成三七事件，軍方經媒體報導與國會質詢後仍一再否認。
九七主權移交後，人民入境事務處改稱為入境事務處，轄下的婚姻註冊處改稱為婚姻登記處，生死註冊處改稱為生死登記處。由此時起，入境事務處停止簽發英國護照，改為簽發《香港特別行政區護照》, 並游說各國給予特區護照持有人免簽證待遇的事務，並且執行《香港基本法》關於居留權條文等任務。入境事務處處長成為了香港政府主要官員之一，由行政長官提名，報請中華人民共和國中央人民政府任命。
2000年8月2日，大批聲稱擁有居港權的中國大陸人攜帶易燃液體和打火機到來入境事務大樓要求與官員見面，並且威脅自焚，期間情況失控及發生火災，事件中高級入境事務主任梁錦光和爭取居港權人士林小星被燒死，是為香港入境事務大樓縱火案。
2000年8月24日11時，患有自閉症、輕度智障及過度活躍症的15歲少年庾文翰與其母在油麻地地鐵站乘坐地鐵回家，在登車時庾文翰突然跳出車廂及逃離母親。其母親隨即向警察報告庾文翰失蹤。當日香港時間13時29分，庾文翰被發現在羅湖邊境管制站，當時入境事務處職員在他身上找不到任何身份證明文件而將庾文翰視為中國大陸人士，將其送往深圳，其後下落不明；是為庾文翰失蹤事件。
2004年，入境事務處在香港國際機場及各口岸主要反恐據點引入容貌辨認系統，加強堵截包括恐怖分子在內的黑名單人士，該系統利用三維技術，根據入境人士的面貌、輪廓及特徵，與黑名單資料庫核對後，再確定目標人物。
2013年，入境事務處共執行28,443次打擊偽證行動，成功撿獲765本偽造旅行證件及186張偽造智能身份證。
2019年11月警務處處長根據《公安條例》（第245章）第40條，委任部分入境事務處職員為特務警察。
2021至2022年期間多次調派人員於《預防及控制疾病（對若干人士強制檢測）規例》（第599J章）指明的「受限區域」執行有關該法例的相關行動。
2024年6月11日，入境事務處的總部從灣仔入境事務大樓搬遷至將軍澳入境事務處總部。

## 歷任處長
入境事務處處長是屬香港特別行政區政府主要官員，同時也是香港特別行政區維護國家安全委員會官方委員。根據《基本法》規定，由無外國居留權的中國國籍香港特別行政區永久性居民擔任。由行政長官提名或建議，再经中华人民共和国国务院任命或罷免。
 英屬香港：人民入境事務處處長（Director of Immigration）
1. 穆雅（1961年至1965年）
2. 戈立（1965年至1974年）
3. 羅能士（1974年至1978年）
4. 布立之（1978年至1983年）
5. 賈達德（1983年至1989年）
6. 梁銘彥（1989年至1996年）（註：首位華人處長）
7. 葉劉淑儀（1996年至1997年）（註：首位由政務官空降的處長，首位入境處女處長）

 香港特別行政區：入境事務處處長（Director of Immigration）
1. 葉劉淑儀（1997年至1998年）（註：首位由政務官空降的處長，首位入境處女處長）
2. 李少光（1998年至2002年）
3. 黎棟國（2002年至2008年）
4. 白韞六（2008年至2011年）
5. 陳國基（2011年至2016年）
6. 曾國衞（2016年至2020年）
7. 區嘉宏（2020年至2023年）
8. 郭俊峯（2023年至今）

## 歷任副處長
英屬香港：人民入境事務處副處長（Deputy Director of Immigration）
- 1967年10月4日之前不設副署長一職[10][11]，而後先把助理署長改稱為副署長[12]，再於1971年5月12日起分設副署長及助理署長[13]。

1. 列文（D. C. Readman，1967年至1978年）[14]
2. 賈達德（1978年至1983年）
3. 梁銘彥（1987年至1989年）
4. 楊顯中（1989年至1995年）
5. 李家強（1995年至1996年7月）

 香港特別行政區：入境事務處副處長（Deputy Director of Immigration）
1. 李少光（1997年至1998年）
2. 黎棟國（2001年至2002年）
3. 白韞六（2006年至2008年）
4. 陳國基（2009年至2011年）
5. 曾國衞（2014年至2016年）
6. 羅振南（2016年至2019年）
7. 區嘉宏（2019年至2020年）
8. 陳天賜（2020年至2021年）
9. 郭俊峯（2021年至2023年）
10. 戴志源（2023年至2024年）
11. 程和木（2024年至今）
12. 蔡志遠（2024年至今）

## 職級
香港入境事務處的職級分為三級，即處長級、主任級及員佐級，共13個銜級，實際為12個銜級。
| 職級   | 銜級                                                                             | 肩章 |
| ------ | -------------------------------------------------------------------------------- | ---- |
| 處長級 | 入境事務處處長 (Director of Immigration)                                         |      |
| 處長級 | 入境事務處副處長 (Deputy Director of Immigration)                                |      |
| 處長級 | 入境事務處助理處長 (Assistant Director of Immigration)                           |      |
| 處長級 | 高級首席入境事務主任 (Senior Principal Immigration Officer)                      |      |
| 主任級 | 首席入境事務主任 (Principal Immigration Officer)                                 |      |
| 主任級 | 助理首席入境事務主任 (Assistant Principal Immigration Officer)                   |      |
| 主任級 | 總入境事務主任 (Chief Immigration Officer)                                       |      |
| 主任級 | 高級入境事務主任 (Senior Immigration Officer)                                    |      |
| 主任級 | 入境事務主任 (Immigration Officer)                                               |      |
| 主任級 | 入境事務主任 (見習) (Immigration Officer [Probationary]) (自2010年4月19日起生效) |      |
| 員佐級 | 總入境事務助理員 (Chief Immigration Assistant)                                   |      |
| 員佐級 | 高級入境事務助理員 (Senior Immigration Assistant)                                |      |
| 員佐級 | 入境事務助理員 (Immigration Assistant)                                           |      |

## 裝備
入境事務處學員均需要接受武器使用的訓練，並且根據情況配備手銬、鐵甲威龍、胡椒噴霧及伸縮警棍，駐守於青山灣入境事務中心的人員亦必須學習使用胡椒球發射器，以應付日常的任務。

## 嘉許

### 港英時期的嘉獎
1997年主權移交以前，服務滿規定年限的公務員可獲頒帝國服務獎章。及至1986年，英廷增設香港紀律部隊獎章，取代帝國服務獎章成爲香港入境事務隊及海關部隊人員的長期服務嘉許。當中服務滿18年且品行及表現良好的入境事務隊將獲頒香港紀律部隊獎章，滿25年則可獲頒第一加敘勳扣。
| 中文名稱         | 英文名稱                             | 綬帶 |
| ---------------- | ------------------------------------ | ---- |
| 帝國服務獎章     | Imperial Service Medal               |      |
| 香港紀律部隊獎章 | Hong Kong Disciplined Services Medal |      |

### 特區時期的嘉獎
在主權移交以後，入境事務處的各級人員按其級別、資歷及功績，可獲特區政府不同等級的勳章、獎章或嘉許。一般而言，入境事務處首長在退休前後可獲頒銀紫荊星章。入境事務隊員則可獲得下列入境事務處獎章；而屬文職人員的一般職系和共通職系人員，則有機會獲頒榮譽勳章。在某次行動或某項工作中表現出色，或為某部門或機構服務中表現卓越的入境事務處各級人員，可獲頒行政長官公共服務獎狀，當中的入境事務隊人員可在制服上佩戴「紅雞繩」。

#### 入境事務處獎章
特區各紀律部隊均設有獎章，嘉許各級人員。香港入境事務卓越獎章頒授予入境處首長級官員，香港入境事務榮譽獎章頒授予入境事務隊員。品行及表現良好的入境事務隊員，在服務滿18年後，可獲頒香港入境事務長期服務獎章，至第25、第30及第33年，則可分別獲頒加敘單條勳扣、加敘雙條勳扣及加敘三條勳扣。
| 中文名稱                           | 英文名稱                                                      | 縮寫 | 綬帶 |
| ---------------------------------- | ------------------------------------------------------------- | ---- | ---- |
| 香港入境事務卓越獎章               | Hong Kong Immigration Service Medal for Distinguished Service | IDSM |      |
| 香港入境事務榮譽獎章               | Hong Kong Immigration Service Medal for Meritorious Service   | IMSM |      |
| 香港入境事務長期服務獎章及加敘勳扣 | Hong Kong Immigration Service Long Service Medal and Clasps   |      |      |

#### 部門嘉獎
除了特區頒授的榮譽外，入境事務處内部亦有部門嘉獎，由首長級人員對管内人員作出嘉許。其中獲得處長嘉許的入境事務隊員可在制服上佩戴藍白紫三色「花雞繩」。
| 中文名稱       | 英文名稱                          |
| -------------- | --------------------------------- |
| 處長嘉許狀     | Director's Commendation           |
| 助理處長嘉許狀 | Assistant Director's Commendation |

## 羈留設施
- 青山灣入境事務中心[17]
- 將軍澳入境處羈留中心[18]

## 碇泊處
入境事務處負責全港所有的出入境事務，當中包括有海、陸、空。但於海路上，絕大部份市民只會聯想到如港澳碼頭等客運碼頭，但除客運碼頭外，本港設有三個「碇泊處」俗稱屯門、東頭及西頭，由港口管制科負責24小時讓出入境船隻停泊，並為不用泊岸或只許入境/過境香港水域不能登岸等船員辦理出入境或過境手續。船隻停泊後，會在頂部亮起國際通用的信號燈以示需要辦理出入境手續，而入境處之船隻亦會亮起國際通用之燈號（於夜間）及特定式樣之旗幟（於日間）以示為移民局船隻。
此外，涉及海路的出入境手續亦相當繁複，包括為遠洋貨輪之船員辦理各式不同的出入境相關手續，如經由陸/空到港，再登上貨輪等，由於到港時身份，離港時身份均有機會改變（例如:到港時以旅客身份入境，但離境時以船員身份離境），因而衍生各式不同的處理方式。

## 以入境事務處為題材的作品

### 電視劇
- 《ID精英》（2009年）

## 爭議事件
- 2019年10月16日，警察隊員佐級協會入稟申請司法覆核，要求禁止公眾查閱選民登記冊。《蘋果日報》發現入境處也收緊查冊安排。記者曾向入境處轄下婚姻登記事務及紀錄辦事處，申請翻查「香港結婚紀錄」時，要求提供合理原因供入境處審批。記者事後向申訴專員公署投訴，並於2020年6月29日完成調查。報告揭露入境處於2019年10月16日以公職人員及市民的個人資料被「起底」，並受到惡意滋擾和威嚇為由，而收緊規定。申訴專員公署對入境處延遲4個月後才公佈查冊安排和述明登記冊的設立目的，做法令人無所適從和並不理想。立法會議員陳淑莊批評程序上非常有問題，入境處應先向律政司及私隱專員公署才詢問，才更改安排。[19]
- 2020年4月，時任入境事務處處長曾國衛接受親中刊物《紫荊雜誌》訪問，在辦公室放置中共總書記習近平肖像瓷碟。有評論認為，曾國衛在台前看似低調，實質台下積極部署，穩攀高位，綜觀其言談，足見兩點特色：一是口蜜腹劍；二是討好中共。先不論政策，人未登位，即花邊新聞連場[20]。4月23日，記者問他是否向習近平表忠，他回應肖像瓷碟只是「辦公室一種佈置，大家毋須過份解讀」[21]。曾國衛隨即升任政制及內地事務局局長。

## 外部連結
- 香港特別行政區政府 入境事務處（页面存档备份，存于）
- 入境事務處辦事處地址及辦公時間（页面存档备份，存于）